# Франсилло-Кауфман, Хедвиг
Хедвиг Франсилло-Кауфман (нем. Hedwig Francillo-Kaufmann; 30 сентября 1878, Вена — 11 апреля 1948, Рио-де-Жанейро) — австрийская оперная певица (сопрано).
Училась в Вене у Франциски Мюттер и Эмилии Дорр, затем в Дрезденской консерватории у Аглаи Оргени и в Милане.
В 1898 году дебютировала в Штеттинском городском театре, затем в 1899—1902 гг. пела в Висбадене, в 1902—1903 гг. в Баварской придворной опере, в этот период осуществила несколько записей. В 1903—1905 и 1907—1908 гг. солистка Берлинской придворной оперы, в промежутке в 1905—1907 гг. — берлинской Комише опер. В 1906 году вместе с пианистом Густавом Лазарусом и скрипачом Феликсом Майером совершила гастрольную поездку на Балканы, выступив в Белграде, Бухаресте и Константинополе. В 1908—1912 гг. солистка Венской придворной оперы, в 1912—1917 гг. — Гамбургской оперы. Здесь она вышла замуж за бразильского дипломата Венсеслау Соуза-Гимарайнша в июле 1916 года.
В 1927 году окончательно завершила карьеру, преподавала в Берлине и Вене, с 1929 года в зальцбургском Моцартеуме; среди её учеников Марта Музиаль. Опубликовала учебное пособие «От Карузо до тебя. Техника пения из практического опыта и для практических целей» (нем. Von Caruso zu Dir. Gesangstechnisches aus der Praxis und für die Praxis; 1935). 10 октября 1947 года она эмигрировала в Рио-де-Жанейро и умерла там в следующем году.
Начиная с 1900 года, осуществила ряд записей в Германии и Австрии, самые старые сделаны на Berliner Records (Висбаден, 1901), затем Lyrophon (Берлин, 1906), Anker (Берлин, 1906 и 1913), Gramophone (Вена, 1908–1910), Parlophon (Вена, 1911, Берлин, 1913–14 и 1927–29), Pathé, Artiphon (Берлин, 1926), Homocord (Берлин, 1926) и Kalliope (Берлин, 1926–27), а также на валиках Эдисона (Берлин, 1907–08).